# Coleophora algidella
Coleophora algidella is een vlinder uit de familie kokermotten (Coleophoridae). De wetenschappelijke naam is voor het eerst geldig gepubliceerd in 1857 door Staudinger.
De soort komt voor in Europa.